# Leuvensepoort (Brussel)

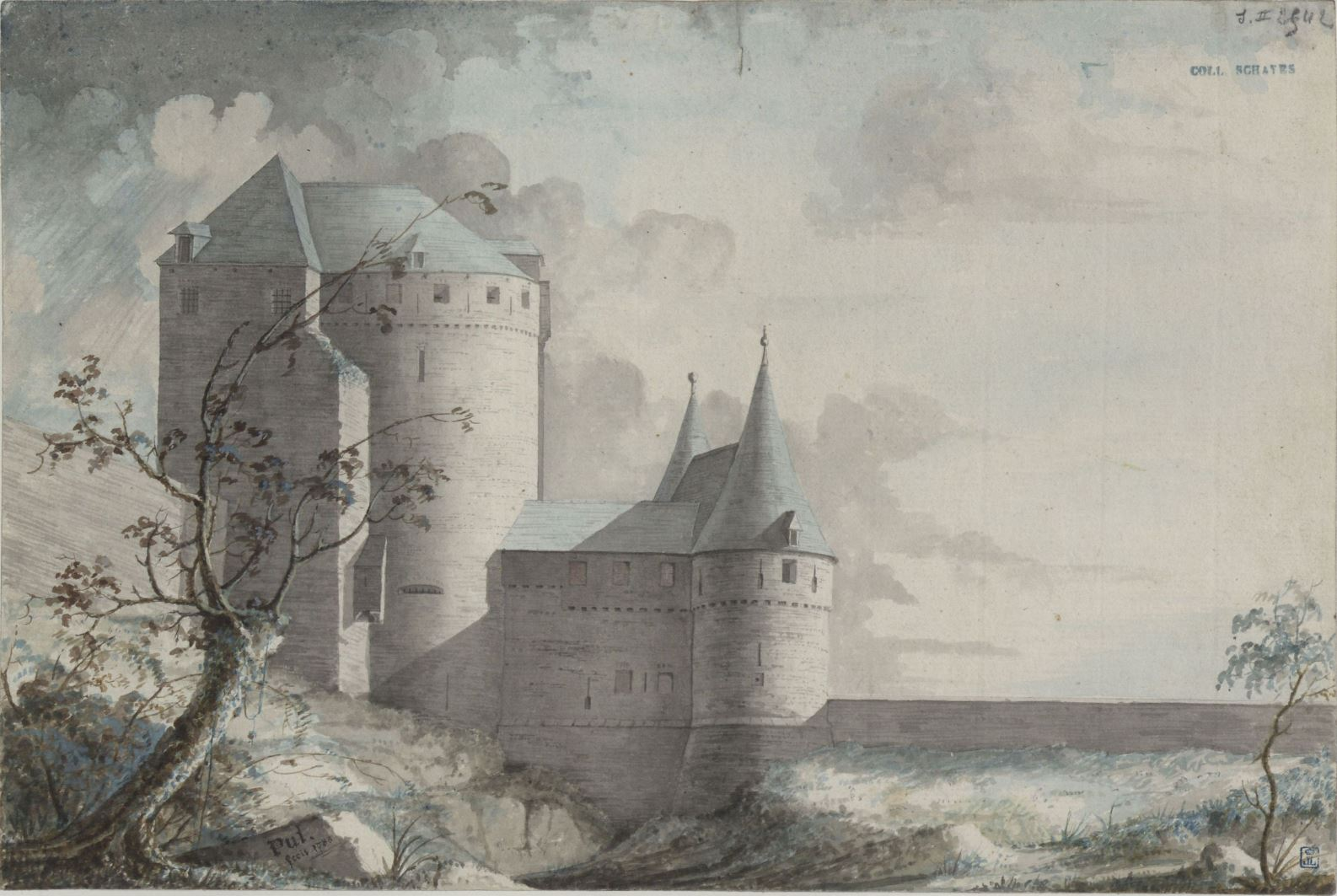
Zijaanzicht van de Leuvensepoort in 1786, door Paul Vitzthumb.

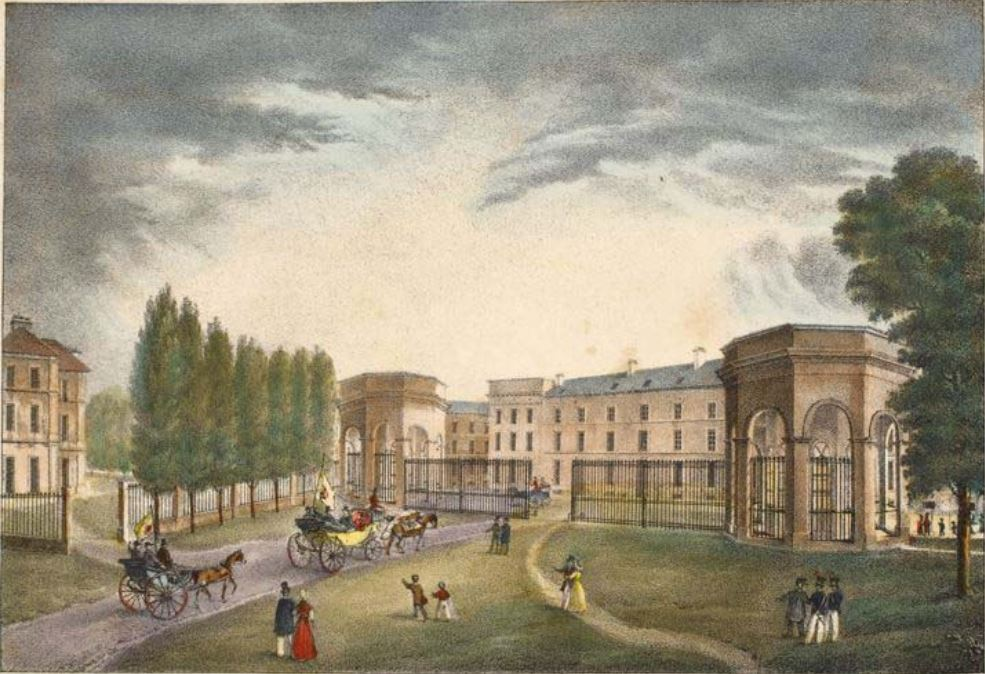
Octrooipaviljoenen van de Leuvensepoort op een ingekleurde litho uit 1830.

De Leuvensepoort (Frans: Porte de Louvain) is een voormalige stadspoort op de tweede omwalling van Brussel. Na het neerhalen van de vestingwerken werd het in de 19e eeuw een octrooipoort met twee paviljoenen. Sinds de afbraak van deze octrooipoort in 1860 is 'Leuvensepoort' hoogstens nog een officieuze plaatsnaam die wordt gebruikt om het Madouplein en Surlet de Chokierplein aan te duiden.

## Middeleeuwse stadspoort
De Nuwerpoerte was de eerste nieuwe stadspoort die in 1357 werd vermeld. Haar identificatie als de Leuvensepoort valt af te leiden uit de associatie met de Sint-Goedelepoort, die op de eerste omwalling lag en uitgaf op de Leuvenseweg. De Lovensche Poirte (benaming eerst vermeld in 1422) lag op dezelfde weg iets verderop, op het kruispunt met de huidige Hertogstraat. Aan veldzijde gaf ze uit op de Leuvensesteenweg. Door de bouw van de tweede omwalling konden de parochianen van de Sint-Michielskerk die buiten de Leuvensepoort woonden hun kerkelijke verplichtingen niet meer vervullen wegens de nachtelijke sluiting van de poorten. Zodoende kreeg Sint-Joost-ten-Node een eigen kapel. De bewaking van de Leuvensepoort was toevertrouwd aan het geslacht Steenweeghs, vanaf 1422 bijgestaan door de Sint-Jansnatie.
Een voorbouw met twee vooruitgeschoven torens kenmerkte de Leuvensepoort. In de 16e eeuw werd een ravelijn aangelegd en een uitgebreid hoornwerk in 1672-1702. In dat laatste jaar werd de houten ophaalbrug vervangen door een stenen brug. Na de beslissing tot afbraak van keizer Jozef II werd de Leuvensepoort in 1783 verkocht als afbraakmateriaal voor 1.550 florijnen. Het jaar daarop was de sloop voltooid.

## Octrooipoort
In 1823 kwam de Leuvensepoort even verderop terug als de eerste octrooipoort uitgerust met twee identieke, symmetrische octrooipaviljoenen in neoklassieke stijl. Vóór deze achthoekige gebouwtjes was een halfrond plein ingericht waar het koetsverkeer kon stationeren (nog steeds herkenbaar aan de vorm van het Madouplein). De paviljoenen verdwenen na de afschaffing van het octrooi in 1860.